# NAVY BLUE
「NAVY BLUE」（ネイビー・ブルー）は、日本の歌手・愛内里菜の7作目のシングル。

## 概要
- ブレイクのきっかけとなった「恋はスリル、ショック、サスペンス」を抑えて愛内里菜最大のヒット作である。後にデモトラックバージョンが『complete of 川島だりあ & FEEL SO BAD at the BEING studio』に収録される。
- 本作以前の愛内のシングルではカップリング曲がみな「色」をテーマに制作されたものになっており、もともとは本作も「NAVY BLUE」をカップリングに据えたシングル「Broken Heart」として発売される予定だった。ところが収録後、「NAVY BLUE」の完成度が非常に高いと判断されたことから、急遽「NAVY BLUE」と「Broken Heart」の扱いが入れ替わることとなった。そのような経緯により、本作は愛内の初期シングル作品において唯一カップリング曲が色名のつかない作品になっている。
- 彼女のシングル曲では初のバラードである。
- コーラスは宇徳敬子。

## 収録曲
1. NAVY BLUE
  - 作詞：愛内里菜　作曲：川島だりあ　編曲：三輪緑
2. Broken Heart
  - 作詞：愛内里菜　作曲：徳永暁人　編曲：三輪緑
3. NAVY BLUE <MAX MAZIK MIX>
  - リミックス：SCHWEITZER
4. NAVY BLUE <d'une source mix>
  - リミックス：DJ TOKUNAGA
5. NAVY BLUE -instrumental-

## タイアップ
- TBS系『ワンダフル』2001年10月度テーマソング（#1）

## 収録アルバム
- GIZA studio Masterpiece BLEND 2001（#1）
- POWER OF WORDS（#1）
- It's TV SHOW!!（#1）
- Single Collection（#1）
- GIZA studio 10th Anniversary Masterpiece BLEND 〜LOVE Side〜（#1）
- BEST HIT BEING（#1）
- ALL SINGLES BEST 〜THANX 10th ANNIVERSARY〜（#1）